# Kopretiny pro zámeckou paní (román)
Kopretiny pro zámeckou paní je dívčí román od českého spisovatele, scenáristy a filmového dramaturga Stanislava Rudolfa, který jej napsal v roce 1973. Kniha pojednává o patnáctileté Kateřině Krásné, která žije se svými rodiči na hradě Krabonoš, a jejím dospívání. Na hrad přijíždí mladý student historie Petr, vůči němuž je dívka zprvu rezervovaná, ale později jí začne vadit, že si jí mladík nevšímá, a rozhodne se na sebe upozornit.

## Děj
Děj se odehrává během letních prázdnin, kdy hlavní postava Katky úspěšně dokončila základní školu a v září se chystá na Střední zdravotnickou školu v Brně – obor optička. Jelikož jsou její rodiče správci na místním hradě Krabonoš, bydlí zde a pomáhá s chodem na hradě. Nejčastěji tráví čas v pokladně, kde si návštěvníci kupují vstupenky na hrad, pohledy a známky.
Hned na začátku prázdnin k nim na brigádu průvodce přijde vysokoškolský student historie Petr. Tatínek Katky si ho okamžitě zamiluje a Katce nezbývá nic jiného, než se na pár týdnů vzdát svého pokoje, aby tam mohl složit hlavu nový brigádník, zatímco ona musí spát na starém gauči v obývacím pokoji, ze kterého čouhají pera.
Zprvu je Petr Katce velice lhostejný. Jak říká ona sama, je jí „úplně volnej“. Nejvíce jí vadí ale to, že přebral místo u ní v pokoji, protože by neměl jinak kam složit hlavu, dále to, že ho má tatínek s maminkou rádi, že si jí vůbec nevšímá a že je tak horlivě zapálený a nadšený do studia historie a do průvodcování na hradě Krabonoš.
Katka během prázdnin ale netráví celý čas prodáváním vstupenek. Nejčastěji je se svou nejlepší kamarádkou Hankou a její sestřenicí Idou, které bydlí u babičky na druhém konci města. Spolu a i s kamarády Tondou, Bohunkou a Matyjáskem se chodí koupat do místního rybníka, dále navštěvují kouzelnická představení a chodí na procházky. Jelikož bydlí na konci města, musí na nákupy jezdit s kárkou a po cestě se staví vždy u starší paní Ilony, její dlouholeté známé, díky které se chce stát optičkou, protože vlastní malý obchůdek a veškeré věci z tohoto oboru jí vysvětlila.
Jelikož se postupně Katce začíná Petr více zamlouvat, chce na sebe trochu upozornit a vkrade se do jeho (vlastně jejího) pokoje, kde najde rozepsané dopisy pro Petrovu maminku a také dva vzácné exempláře. Jedná se o dva středověké korbelíky, které Petr opečovával a pečlivě čistil. Chce mu udělat naschvál, a tak si korbelíky vezme a schová do gauče.
Následující den ráno se Katka vypraví na návštěvu za babičkou, která bydlí v Hrádku a slaví svátek. Jede sama, autobusem, jelikož rodiče museli provázet na hradě. Veze s sebou různé dobroty, aby babičce udělala radost. U babičky se Katka podrobí důkladnému výslechu, jak se mají rodiče, kam se chystá po prázdninách do školy, a došla řeč i na chlapce. K dialogu babička usmaží bramboráky s kopřivou, které Katka moc miluje. Navečer jela zpět domů a když uvidí u hradební brány auta Veřejné bezpečnosti, začne jí bušit srdce. Na nádvoří je spoustu návštěvníků, ale jako první se jí ujme praporčík pan Beránek a vede ji do kuchyně, kde je zbytek rodiny a pracovníci hradu. Všichni jsou bráni jako podezřelí. Katka se hned ptá, co se děje, a maminka jí vše poví.
Na konci celého románu se čtenář dozvídá, že Katka opravdu korbelíky ukradla a schovala, ale po důkladném výslechu a důvtipu pana praporčíka se přijde na to, že to Katka udělala proto, protože si ji Petr vůbec nevšímal a ona mu byla úplně „volná“. V tu noc, kdy se vše odehrálo, Katce těsně před spaním někdo pouštěl po provázku z prvního patra starý tranzisťák a na něm připevněné dvě kopretiny. V mžiku jí došlo, že jsou od Petra.

## Přijetí díla
Dílo získalo od čtenářů pozitivní ohlasy a díky svému humoru (hlavně ironii) se líbí nejen dospívajícím dívkám, ale i dospělým. Kniha si svou oblibu získala i díky krásným a barevným ilustracím, které má na svědomí ilustrátor dětských knížek Adolf Born. 
Recenze ze Zlatého Máje uvedla, že je obdivuhodné a pozoruhodné, jak jasně, stručně a v podstatě bez zákrutů směřuje knihy k jedinému cíli. Autor podle recenzenta tentokrát zvolil kratší rozsah příběhu knihy, a tím se pozornost přesouvá spíše k vystižení vnitřního světa hrdinky Kateřiny. Jednotlivé dialogy v knize jsou obohaceny symptomatickými hovorovými prvky. Spisovatel se v určitých pasážích nebál vyvolat zmatky všeho druhu a k provokacím obráceným paradoxně k lidem, kteří jsou Katce nejblíž a na nichž jí záleží nejvíce.

## Filmová adaptace
Filmovou adaptaci z roku 1981 na tuto knihu si vzal na starost režisér dětských a mládežnických filmů Josef Pinkava, který mimo jiné režíroval filmy jako například Pohlaď kočce uši (1985), Metráček (1971), nebo Chlapi přece nepláčou (1979). V hlavní roli se zde objevila Sylva Julinová (Kateřina Krásná), pro kterou to byla první a zároveň i poslední role. Herectví se věnovat nechtěla, a tak vystudovala lékařskou fakultu v Olomouci. Dále v roli studenta Petra Jan Hartl, maminku Katky si zahrála Zdena Hadrbolcová a tatínka František Husák.
Film se natáčel na hradě Bouzově, kde se později v roce 1987 natáčela i známá pohádka O princezně Jasněnce a létajícím ševci.